# Richard Rosson
Richard Rosson (ur. 4 kwietnia 1893 w Nowym Jorku, zm. 31 maja 1953 w Pacific Palisades) – amerykański reżyser i aktor.

## Życiorys
Jego siostrą jest aktorka Helene Rosson, a braćmi reżyser Arthur Rosson i operator Harold Rosson. W 1921 roku ożenił się ze starszą od siebie o 2 lata Verą Sisson, również aktorką. Nie mieli dzieci. Zmarł śmiercią samobójczą. Został pochowany na cmentarzu Hollywood Forever w Los Angeles.

## Filmografia

### Jako reżyser
- Corvette K-225 (1943)
- The Get-Away (1941)
- West Point of the Air (1935)
- Dziś żyjemy (1933)
- Człowiek z blizną (1932)
- Ucieczka (1928)
- Dead Man’s Curve (1928)
- The Wizard (1927)
- Ritzy (1927)
- Blondynka czy brunetka (1927)
- Rolled Stockings (1927)
- Fine Manners (1926)
- Her Father's Keeper (1917)

### Jako aktor
- Always the Woman (1922) jako Mahmud
- Beating the Game (1921) jako Ben Fanchette
- Chasing Rainbows (1919) jako Skinny
- The Poor Boob (1919) jako Jimmy Borden
- Sekretny Ogród (1919) jako Colin Craven
- Madame Sphinx (1918) jako Dessin
- The Ghost Flower (1918) jako Paola
- Nawiedzony dom (1917)
- Siedemnaście (1916) jako Johnny Watson
- Cats, Cash and a Cook Book (1915)
- Deserted at the Auto (1915)
- The Magic Cloak of Oz (1914) jako ojciec Mary (niewymieniony w czołówce)
- How Fatty Made Good (1913) jako Zeb
- Bettina's Substitute; or, There’s No Fool Like an Old Fool (1912)
- She Cried (1912)
- Diamond Cut Diamond (1912)
- The Husking Bee (1911)
- Selecting His Heiress (1911)

Napisał także scenariusz do filmu The End of the Feud (1914).